# Mickaël Delage
Mickaël Delage (Libourne, 6 agosto 1985) è un ex ciclista su strada e pistard francese, professionista dal 2005 al 2021, ha vinto una tappa al Tour de l'Avenir.

## Carriera
Da junior nel 2003 ha vinto il titolo nazionale nell'inseguimento a squadre e nell'americana, ed è stato vicecampione mondiale nella corsa a punti. Nella categoria under-23 è stato campione nazionale della corsa a punti nel 2004.
Passato professionista nel 2005 con la Française des Jeux di Marc Madiot, nel 2006 ha vinto una tappa al Tour de l'Avenir e il titolo nazionale nell'inseguimento a squadre. Dal 2009 al 2010 ha vestito la maglia della Silence/Omega Pharma-Lotto, ottenendo nel 2009 il terzo posto alla Clásica San Sebastián.
Nel 2011 è tornato alla FDJ e nel 2013 ha vinto la Roue Tourangelle, primo successo da pro per lui.

## Palmarès

### Pista
- 2003 (Juniores)

Campionati francesi, Inseguimento a squadre juniors (con Jonathan Mouchel, Yannick Marie e Mickaël Malle)
Campionati francesi, Americana juniors (con Jonathan Mouchel)
- 2004

Campionati francesi, Corsa a punti Under-23
- 2006

Campionati francesi, Inseguimento a squadre (con Matthieu Ladagnous, Jonathan Mouchel, Sylvain Blanquefort e Mikaël Preau)

### Strada
- 2006

1ª tappa Tour de l'Avenir (Charleroi > Charleroi)
- 2013

La Roue Tourangelle

### Altri successi
- 2004

Vienne Classic Espoirs
- 2011

Criterium di Digione
- 2016 (FDJ)

1ª tappa La Méditerranéenne (Banyoles > Banyoles, cronsquadre)

## Piazzamenti

### Grandi Giri
- Giro d'Italia

2006: 129º
2012: 144º
2016: 148º
- Tour de France

2007: 117º
2009: 101º
2010: ritirato (2ª tappa)
2011: 132º
2014: 143º
2017: fuori tempo massimo (9ª tappa)
- Vuelta a España

2007: non partito (15ª tappa)
2008: 103º
2009: 73º
2010: ritirato (9ª tappa)
2015: 109º
2018: 112º
2019: ritirato (3ª tappa)
2020: 142º

### Classiche monumento
- Milano-Sanremo

2008: ritirato
2009: 143º
2010: 103º
2013: ritirato
2014: 60º
2016: 163º
2017: 123º
2018: 129º
2020: ritirato
- Giro delle Fiandre

2008: 96º
2010: ritirato
2011: ritirato
2012: 76º
2013: ritirato
2014: ritirato
2015: 63º
2016: 44º
2017: 96º
- Parigi-Roubaix

2008: 86º
2009: ritirato
2011: 75º
2012: 34º
2013: ritirato
2014: ritirato
2015: ritirato
2016: ritirato
2017: 43º
- Liegi-Bastogne-Liegi

2005: ritirato
2011: ritirato
- Giro di Lombardia

2005: ritirato
2011: ritirato

### Competizioni mondiali
- Campionati del mondo su strada

Limburgo 2012 - In linea Elite: 83º
Richmond 2015 - In linea Elite: 75º
- Campionati del mondo su pista

Mosca 2003 - Corsa a punti juniors: 2º

### Competizioni europee
- Campionati europei su strada

Herning 2017 - In linea Elite: 72º
Alkmaar 2019 - In linea Elite: ritirato